# Renée Jacobs
Pour les articles homonymes, voir Renée et Jacobs.
Ne doit pas être confondu avec René Jacobs.
Renée Jacobs, née à Philadelphie, est une photographe américaine spécialisée dans le nu féminin.,.

## Biographie
Née à Philadelphie, Renée Jacobs est une éminente photographe de nus féminins. Elle réside actuellement dans la région de Montpellier. Lauréate du prestigieux International Photography Award for Fine Art Nude en 2008  et à nouveau en 2022 pour son livre POLAROIDS qui a remporté le 1er Prix Livre / Beaux-Arts et Jury Top 5 Sélection par Gloria Crespo MacLennan. Son travail a été exposé et publié dans le monde entier .
Ses monographies comprennent Werkdruck (2012/Éditions Galerie Vevais, édité et avec une introduction de Jock Sturges), Renée Jacobs' PARIS (2013/Éditions Galerie Vevais)  et Rêves de femmes (2014/Éditions Bessard). En 2022, elle sort la 2e édition de PARIS de Renée Jacobs et sa 1re édition à guichets fermés de POLAROIDS tous deux publiés par les Éditions Galerie Vevais. En 2023, sa 2e édition de POLAROIDS est publiée par les Éditions Galerie Vevais qui devient le best-seller no 1 de la liste des meilleures ventes des librairies de photo-eye.
Les magazines qui ont mis en vedette le travail de Renée comprennent Vanity Fair France, Elle Italia, L'Œil de la photographie , The British Journal of Photography, AnOther , i-D, Lenscratch, France 24-Encore! with Eve Jackson , Playboy Italia, Silvershotz, Adore Noir, PH Magazine, Fine Art Photo, Nude Magazine, Photoicon, French Photo, B&W Magazine, Focus, Discarded Magazine , FHM Turquie et de nombreux autres. Elle a figuré dans de nombreuses anthologies, comme le Mammoth Book of Erotic Photography de Taschen.  Elle a exposé à Barcelone, Los Angeles, Paris, Tokyo, Bangkok, le lac de Côme, Paris, Séoul, Milan, Arles, Bruges, Porto, et de nombreuses autres villes. Les portraits de Renée offrent une vision nouvelle et unique du corps féminin, libéré de toute contrainte.
En 1983, elle obtient un baccalauréat en photojournalisme de l’Université de Pennsylvanie. Au début, Renée fait du photojournalisme pour le New York Times, le Philadelphia Inquirer et de nombreux autres journaux et magazines.  Elle a reçu le prix Robert F. Kennedy  pour la couverture exceptionnelle des défavorisés et son travail fait partie de la collection permanente de la bibliothèque présidentielle John F. Kennedy. Son premier livre, Slow Burn: A Photodocument of Centralia Pennsylvania , a été publié en 1986 et réédité en 2010 à des critiques favorables dans The New York Times Review of Books et photo-eye.   
Ensuite, elle exerça une carrière d'avocate de droits civils et constitutionnel à Portland et Los Angeles (fréquenta la faculté de droit de Lewis & Clark Northwestern School of Law). En 2006, elle revient vers la photographie et notamment sur le nu érotique. Elle obtient Le Prix international de Photographie-IPA en 2008.
« Par sa photographie, le corps, le désir et le pouvoir des femmes mis à nu par Renée Jacobs, c'est sa façon d'aimer à transformer en style de vie, des femmes qui découvrent le corps avec passion, éros et émancipation » (Simona Marani, ELLE Italia) 
À travers le double prisme de la sensualité et de la poésie, l'artiste dévoile une vision personnelle de la femme tout en faisant appel à l'imagination du spectateur pour comprendre l'histoire qui se cache derrière chaque photo. L’œuvre de Renée Jacobs est chargée d'érotisme, ce qui la positionne comme l'une des photographes de nus féminins les plus reconnues de notre temps.
Bien que le nu féminin qui remonte à l'histoire de l'art, ait été le sujet favori des artistes masculins comme du public, le travail d'artistes lesbiennes a été largement ignoré. Avec l'avènement des mouvements de libération des femmes et des homosexuels dans les années 1970, une nouvelle génération d'artistes a fait son apparition. "Il faut voir ses nus féminins comme de l'activisme".
R J : « Voir l'érotisme des autres femmes m'a aidé à comprendre et apprécier le mien » (Les Rencontres cévenoles de la photographie) 

## Expositions

### 2008
A&I Los Angeles Amoreux exposition/livre

### 2010
Exposition collective Naked Truth-West (avec Mona Kuhn, David LaChapelle et d’autres) à Gallery House Projects

### 2011
Exposition personnelle, ArtSpace Miami
Show II Nude Views à la galerie Skotia / Los Angeles

### 2013
Exposition personnelle - Galerie Jiro Miura (Tokyo, Japon)- Renée Jacobs Paris

### 2014
Œuvres exposées et dédicaces au festival fotofever (Carrousel du Louvre) et Polycopies    
Exposition personnelle : Renée Jacobs Nude Views à la galerie MAG

### 2015
Exposition collective - Galerie Joseph Antonin-Désirs de Femmes : Renée Jacobs (Arles, France) Rencontres Arles OFF
Exposition collective - Je, Tu, Elles- 2d Édition de Féminisme(s) Chapelle Sainte-Anne, Arles

### 2016
Eros et Nature: Féminisme(s) 3 Group Show Chapelle Sainte-Anne, Arles

### 2018
Exposition collective — fotofever Paris Exposition et dédicace
Exposition collective - Instant Art Polaroid Collective
Exposition collective - Photos de Femmes Exposition Centro Português de Fotografia et Porto Photo Festival
Exposition collective : ImageNation Instant Art Exposition collective (Arles)
3 avril - Émission de télévision internationale HouseHunters sur HGTV- Living Large en Languedoc-Renée Jacobs et Wendy Hicks trouvent la maison de leurs rêves à Coumeilho, France
Exposition collective - FIOF Fondo Internazionale pour la photographie à Orvieto, Italie

### 2019
Exposition solo - Exposition de l’Université Duke, discussion avec la auteur et présentation de Slow Burn Archive
Exposition solo - Voluptés de Paris- Sinner PARIS Hotel/Solo Exhibit avec Antoine d'Agata et Andreas Bitesnich
Group Show/Polaroids -- ExPolaroid Amiens
Exposition collective - Miami Photo Festival--Photos de Femmes womenSEEwomen

### 2020
Exposition collective - Photos de Femmes 2020 seeingWOMEN Prix à Château de Lalande, France

### 2021
Exposition collective - Verzasca Suisse Photo Festival- Artiste sélectionné

### 2022
Exposition personnelle -- Renée Jacobs - Rêves & Désirs Sinner Hôtel/Paris
Exposition personnelle - Renée Jacobs-Partisan du mouvement lesbien (exposition personnelle Museu de l’Eròtica/Barcelone)
En Ligne - UNSEEN Exhibition/Quantus Gallery/Londres- Exposition collective organisée par Rankin sur la censure en ligne
Exposition Renée Jacobs « seeingWOMEN » en même temps que Helmut Newton « Private Property » (Fotonostrum Gallery/Barcelone)
Exposition conjointe et dédicaces, Le Plac’Art Photo, Paris (dans le cadre du Festival ExPolaroid)

## Publications
- 1986: Slow Burn: A Photodocument of Centralia, Pennsylvania. Penn State University Press  (ISBN 0271036818 et 978-0271036816).
- 2008: Provocateur / Women - 2009 Calendar. Provocateur  (ISBN 1934525634).
- 2009: Provocateur / Women - 2010 Wall Calendar. Village Lighthouse inc.  (ISBN 1934525820).
- 2012: Werkdruck Editions Galerie Vevais
- 2013: Renee Jacobs PARIS. Galerie Vevais  (ISBN 3936165734).
- 2015: Renée Jacobs Rêves de Femmes - (Monographie solo/Editions Bessard/Paris)
- 2022: Renée Jacobs PARIS 2nd Edition. Galerie Vevais (Cat# ZJ981)
- 2022: Renee Jacobs POLAROIDS Galerie Vevais (Cat# ZJ980)
- 2023: Renée Jacobs POLAROIDS 2nd Edition Softcover (Cat# ZK304)